# Fritz Rosenbaum
Fritz Rosenbaum (Viena, 1 de marzo de 1898 – Viena, 28 de junio de 1958) fue un arquitecto y diseñador austríaco.

## Biografía
Hijo del consejero imperial Sigmund Rosenbaum, realizó sus estudios en Viena, en la Escuela de Artes Aplicadas, entre 1913 y 1919, coincidiendo, entre otros, con Oskar Strnad.
En 1928 se unió al Österreichischer Werkbund y en 1930 participó en la exposición que dicha agrupación organizó con un pabellón que destacaba por la sencillez y practicidad de sus formas. Llevó a cabo proyectos de diseño de interiores, e incluso abordó la proyección de un teatro que fue publicado en revistas especializadas.
Como arquitecto, destaca un complejo de viviendas en Viena, compuesto por dieciséis apartamentos distribuidos en tres plantas. En este proyecto las ventanas destacan por tener marcos de yeso simples. La parte posterior del inmueble cuenta con un frondoso patio. En 1931 se adhirió a la Asociación Central de Arquitectos Austríacos.